# Love Is Reason
«Love Is Reason» es el primer sencillo del álbum debut Hunting High and Low de a-ha en 1985.
Fue escrita por Pål Waaktaar y Mags y producida y mezclada por John Ratcliff con a-ha. 
Es la octava canción del álbum debut del grupo. Se Caracteriza Por ser Discretamente el Primer Sencillo del álbum Debut Hunting High and Low de a-ha en 1985.

## Sencillo
"Love Is Reason" es el segundo sencillo de a-ha y el primero del álbum Hunting High and Low. 
Fue lanzado en  abril de 1985 y en exclusiva para Noruega en formato de 7".
El tema no alcanzó posiciones en las listas y por ello, las ventas fueron bajas. Tuvo dos lanzamientos: el segundo es únicamente diferente en la carátula frontal que difiere de la primera en que lleva la firma del dibujante encargado de retratar a a-ha, Henrik Haugan.
| Formato | Temas                                                       |
| ------- | ----------------------------------------------------------- |
| 7"      | 1. "Love Is Reason" (3:04) 2. "I Dream Myself Alive" (3:06) |

(*)Escrita por Pål Waaktaar y Mags; producida por Tony Mansfield; mezclada por John Ratcliff con a-ha.

## Vídeo musical
La canción no tiene vídeo musical.